# Kate Moss
Pour les articles homonymes, voir Moss.
Ne doit pas être confondue avec la romancière britannique Kate Mosse.
Katherine Ann Moss, dite Kate Moss, née le 16 janvier 1974 à Addiscombe, quartier de Croydon à Londres, est un mannequin britannique, souvent surnommée « Twiggy » (« la Brindille »).
Sa carrière débute à l'âge de quinze ans, mais c'est la campagne de publicité pour la marque américaine Calvin Klein qui la propulse rapidement sur le devant de la scène. Sa petite taille d'un mètre soixante-dix environ pour un mannequin ne l'empêche pas depuis plus de deux décennies de poser et défiler pour les plus grandes marques de mode, et, à cinquante ans, de continuer à faire la couverture de prestigieux magazines, jusqu'à devenir une icône de mode omniprésente.

## Biographie

### Enfance
Elle est le premier enfant de Peter Edward Moss, agent de voyage, et de Linda Rosina (Shepherd), vendeuse, femme au foyer puis serveuse dans un bar. Ses parents divorcent quand Katherine Ann Moss a treize ans, sa mère quittant son père pour un réparateur de télévisions. Son frère Nick choisit de vivre avec son père tandis que Kate choisit de rester avec sa mère, grandissant dans le quartier de Sanderstead. Outre ce frère plus jeune, elle a également un demi-frère et une demi-sœur, Lottie (suivant également une carrière de mannequin). Elle fait ses études à la Ridgeway Primary School, puis à la Riddlesdowne High School mais elle est une mauvaise élève, préférant s'amuser avec ses copines,. Cependant, elle est excellente en sport et est d'ailleurs la gardienne dans l'équipe de football de son quartier.

### Carrière
Enfant, on la surnomme déjà « l'Allumette ». « Trop petite, trop maigre, pas de seins, des dents mal rangées », personne n'imagine qu'elle puisse devenir top model. Elle est découverte à quatorze ans par Sarah Doukas, bookeuse et fondatrice de l'agence londonienne Storm, à l'aéroport JFK, alors que, tout juste de retour de vacances passées aux Bahamas, elle embarque avec son père dans l'avion qui la ramène à Londres.
Elle débute en 1988 ; Bettina Rheims, parmi d'autres, la photographie pour une série de photos intitulée « Modern Lovers ». Elle défile pour John Galliano, à peine âgée de quinze ans. « Je ne racontais à personne à l'école que je faisais des photos. Je le faisais, c'est tout. J'étais tellement excitée. »
Sa carrière est réellement lancée en 1990, lorsqu'elle est photographiée par Corinne Day pour The Face qui révolutionne la photo de mode en soulignant les imperfections du mannequin au lieu de les retoucher. Elle arrête les études et défile pour les maisons Yves Saint Laurent, Versace, puis, à dix-huit ans, soutenue par Patrick Demarchelier,, elle devient l'égérie de Calvin Klein. Sa première campagne pour les jeans de cette marque, notamment aux côtés de Mark Wahlberg, réalisée par Herb Ritts, bien que controversée à l'époque, devint iconique,.
À partir de ce moment, sa carrière connaît une ascension fulgurante, jusqu'à éclipser les supermodels des années précédentes,, : avec son physique atypique, « elle incarne une rupture »,. Millionnaire dès vingt ans, elle devient l'objet d'une admiration qui ne s'est pas démentie depuis, malgré de nombreuses critiques au sujet de sa minceur ou de son mode de vie. En 1994, elle rencontre pour la première fois Johnny Depp, avec qui elle entame une relation. Le couple alimente les chroniques mondaines par leur « saccage des suites d'hôtels de luxe ». La même année, Kate Moss figure dans le fameux calendrier Pirelli ; elle y apparaît également en 2006 et 2012.
En 1995, Kate Moss reçoit le prix Fashion Personality of the Year et remporte l'année suivante le prix du Mannequin de l'année. Elle pose pour Klaus Guingand artiste peintre qui immortalise son ombre. Elle multiplie les défilés : Chanel, Dior ou Galliano son ami, Chloé, Gucci,, son ami Marc Jacobs.
Kate Moss fait plus de 300 couvertures durant sa carrière ; elle apparaît dans les pages de nombreux magazines de mode tels que les différentes éditions de Vogue,, W, Harper's Bazaar, ou même Playboy plus tard. Scandaleuse et fascinante à la fois, elle est régulièrement citée comme une référence dans le monde de la mode, une icône, grâce à son style vestimentaire avant-gardiste et rock 'n' roll, et à son physique atypique, presque autant que grâce à sa prolifique carrière de mannequin. Elle fut plusieurs fois citée par les magazines de mode comme la « Best Dressed Woman ». Karl Lagerfeld dit d'elle :

« C'est autre chose. Elle est loin d'être parfaite, mais elle est plus séduisante que les autres. Elle est plus petite, elle a les jambes arquées et quelque chose dans sa frimousse légèrement de travers, qui fait que c'est elle et personne d'autre. Elle fait moderne sans faire mode. » »

Ses jambes font régulièrement partie de sa description, comme celle donnée Fabien Baron, avec qui elle fait sa première campagne mythique pour Calvin Klein : « Elle était un peu plus petite que les autres mannequins, avec des jambes courtes et un peu arquées, les dents un peu tordues, mais avec un charme incroyable.
En parallèle de sa carrière de mannequin, Kate Moss côtoie régulièrement des musiciens, tels Nellee Hooper ou Ron Wood.
Avec Johnny Depp et Noel Gallagher, du groupe Oasis, elle participe au projet musical The Help Album (en faveur de l'association caritative War Child).
Elle apparaît dans les clips de Stage Dolls, de Marianne Faithfull, de Robbie Williams et dans Delia's Gone et God's Gonna Cut You Down de Johnny Cash ainsi que Some Velvet Morning de Primal Scream. Moss danse dans le clip I Just Don't Know What to Do with Myself, single du duo américain The White Stripes réalisé par Sofia Coppola. Elle prête également sa voix sur la chanson La Belle et la Bête des Babyshambles, et pose pour la pochette de l'album Olympia de Bryan Ferry en 2010. Elle apparait plus tard dans un clip de George Michael, et dans celui de Queenie Eye de Paul McCartney.
En novembre 1998, peu de temps après sa rupture avec Johnny Depp,, son mode de vie l'épuise et elle entre à la Priory Clinic de Londres. Au mois de janvier suivant, Kate Moss est rétablie et déclare à Vogue : « Nous avions tous pour habitude de nous saouler aux défilés. Je pensais juste que je passais un bon moment, ce qui était le cas. Mais au bout d’un moment, cela faisait trop. Pendant des années, je n’ai jamais pensé qu’il y avait quelque chose de mal à cela ».

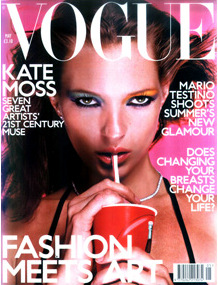
Couverture de Vogue (édition britannique) de mai 2000.

En 2002, année de naissance de sa fille, Kate Moss est peinte nue par Lucian Freud,. D'autres artistes, comme Banksy, font également son portrait,. Les contrats prestigieux continuent d'affluer : L'Oréal, les parfums Yves Saint Laurent, Missoni, Burberry, Dior, ou encore Chanel.
En septembre 2005, le tabloïd anglais The Daily Mirror publie, en couverture, une photo de Kate Moss consommant de la cocaïne, scandale largement commenté par la presse internationale. L'incident lui fait perdre aussitôt certains de ses contrats,,. Kate Moss, qui ne s'exprime pratiquement jamais en public et se fait rare dans les interviews, érigeant le silence en principe de vie, « ne jamais se plaindre, ne jamais se justifier », est obligée de présenter ses excuses,. Elle marque alors une courte pause dans sa carrière afin de suivre une cure de désintoxication.
Toujours en couple avec Pete Doherty, elle fait son retour dans le Vogue français qui lui consacre une édition spéciale avec quatre couvertures différentes,, où elle est soutenue par des personnalités comme Catherine Deneuve mais surtout par Anna Wintour, ses amis Alexander McQueen et Johnny Depp ainsi que par certaines marques ou magazines comme W. L'année suivante, Marc Quinn expose Sphinx, une sculpture en marbre du mannequin ; il réitère l'idée deux ans plus tard avec une sculpture en or,.
En 2006, les contrats reprennent à un rythme effréné.
Alors qu'elle est citée par le magazine Time comme étant l'une des personnes ayant « transformé le monde », son statut évolue : d'icône de la mode, puis muse du pop-rock et de l'art contemporain, Kate Moss est maintenant une marque. Elle donne son nom à une ligne de parfums, ou signe des collections pour les magasins anglais Topshop. « Elle ne vend pas un produit. Le produit, c'est elle. »
En 2008, selon le magazine Forbes, elle est le troisième mannequin le mieux payé au monde. Kate Moss continue à multiplier les contrats, comme avec Agent Provocateur qu'elle renouvelle après une interruption, ou les collections qu'elle créée pour la marque anglaise Topshop. En 2009, Forbes la classe à la 1 348e place des personnes les plus riches du Royaume-Uni, et elle entre dans le Who's Who anglais. Kate Moss travaille avec de nombreuses marques comme Longchamp pour laquelle elle réalise une collection de sacs, l'entreprise italienne Lui Jo, ou dessine des bijoux pour Fred.
Après 2010, elle est toujours l'un des mannequins les mieux payés au monde, en partie grâce à ses contrats avec Longchamp, Mango, la marque de maquillage Rimmel (pour laquelle elle signe une collection fin 2011), et Vogue Eyewear,. Plus tard, elle collabore avec Ferragamo et les cosmétiques Dior.
Depuis l'expiration de son contrat avec Calvin Klein quelques années auparavant, Kate Moss défile de moins en moins, faisant exception remarquée pour Marc Jacobs dont elle est proche et pour qui elle accepte de monter sur le podium en mars 2011 durant le défilé Fétichic de Vuitton,, puis de nouveau à la fin de la même année.
Après être apparue plus de trente fois en couverture du Vogue britannique, elle devient contributing fashion editor au sein du magazine afin de superviser un article chaque mois,, puis fait l'objet d'un reportage pour Paris Première début 2014 avant d'apparaitre dans Playboy.
D'un physique peu adapté au métier de mannequin, « pas de poitrine, jambes courtes, les dents déglinguées » se décrit-elle, elle devient rapidement célèbre pour son incarnation du waif look,,, (allure d'enfant abandonnée) dont elle est le fer de lance, et symbole du mouvement Heroin chic,. Elle est surnommée « la Brindille »,,, à cause de son corps fin et de sa petite taille d'environ un mètre soixante-dix, et ce, depuis ses débuts. Au cours de sa longue carrière, elle devient « incontournable » et pose pour les plus grands photographes de mode,. Mario Testino, à qui on doit l'ouvrage Kate Moss by Mario Testino, dit que « bien qu'elle ait été énormément photographiée, elle apporte toujours quelque chose de neuf. » Moss est considérée comme « un monstre sacré de l'industrie de la mode. »
En 2012, l'artiste sculpteur français Fred Allard consacre une exposition à Kate Moss, intitulée « Héroïnes ».

### Vie privée

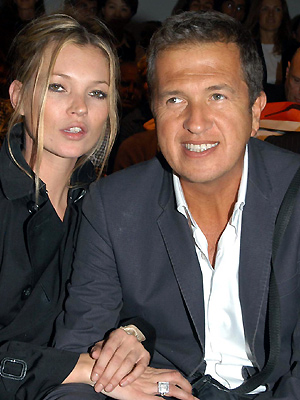
En 2007 : Kate Moss et le photographe Mario Testino.

Réputée pour sa vie sentimentale tumultueuse, on lui prête de nombreuses liaisons, notamment avec le photographe Mario Sorrenti pour qui elle posa nue à titre privé ou pour la publicité, Jesse Wood (fils de Ron Wood, le second guitariste des Rolling Stones), Billy Zane, Leonardo DiCaprio, Russell Brand, Daniel Craig ou encore Evan Dando du groupe Lemonheads.
Sa relation la plus médiatisée est celle avec Johnny Depp qui dura trois ans, jusqu’à ce que ce dernier rompe en 1997. Kate Moss traversa alors une période de dépression. Le magazine Vanity Fair les avait élus « couple de la décennie ».
Depuis le 29 septembre 2002, Kate est mère d’une fille prénommée Lila, dont le père, Jefferson Hack (en), est le rédacteur en chef du magazine anglais Dazed & Confused. Le couple se sépare en 2004, ils étaient ensemble depuis trois ans. Elle est aussi la marraine des deux enfants de Paul Simonon, membre du groupe The Clash et celle d'Iris Law, la fille de Jude Law et de Sadie Frost.
En 2005, c'est sa liaison avec le chanteur britannique Pete Doherty qui a le plus fait couler d'encre. Elle le rencontre pour la première fois lors d'une fête pour son 31e anniversaire en janvier 2005. La presse à scandale rapporte sa relation avec le rocker et pointe du doigt son goût pour la fête ainsi que sa consommation d'alcool et de cigarettes.
Dévastée par des rumeurs d'infidélité, Moss quitte Doherty en 2007. Celui-ci ressortit anéanti de cette relation et continua à travers ses écrits, peintures et albums à traduire sa tristesse et son amour inaltérable pour Moss, notamment dans la chanson Sweet By And By. Quant à Kate, elle préféra l'ignorer et l'oublier malgré de nombreux amis communs. Elle fréquente alors Jamie Hince, guitariste du groupe The Kills, puis se marie avec lui en juillet 2011 dans l'Oxfordshire. Ils divorcent en 2016. Elle fréquente ensuite le comte Nikolai von Bismarck, un photographe.